# Euagathis raymondi
Euagathis raymondi är en stekelart som beskrevs av Van Achterberg 2004. Euagathis raymondi ingår i släktet Euagathis och familjen bracksteklar. Inga underarter finns listade i Catalogue of Life.